# Werner Murgg

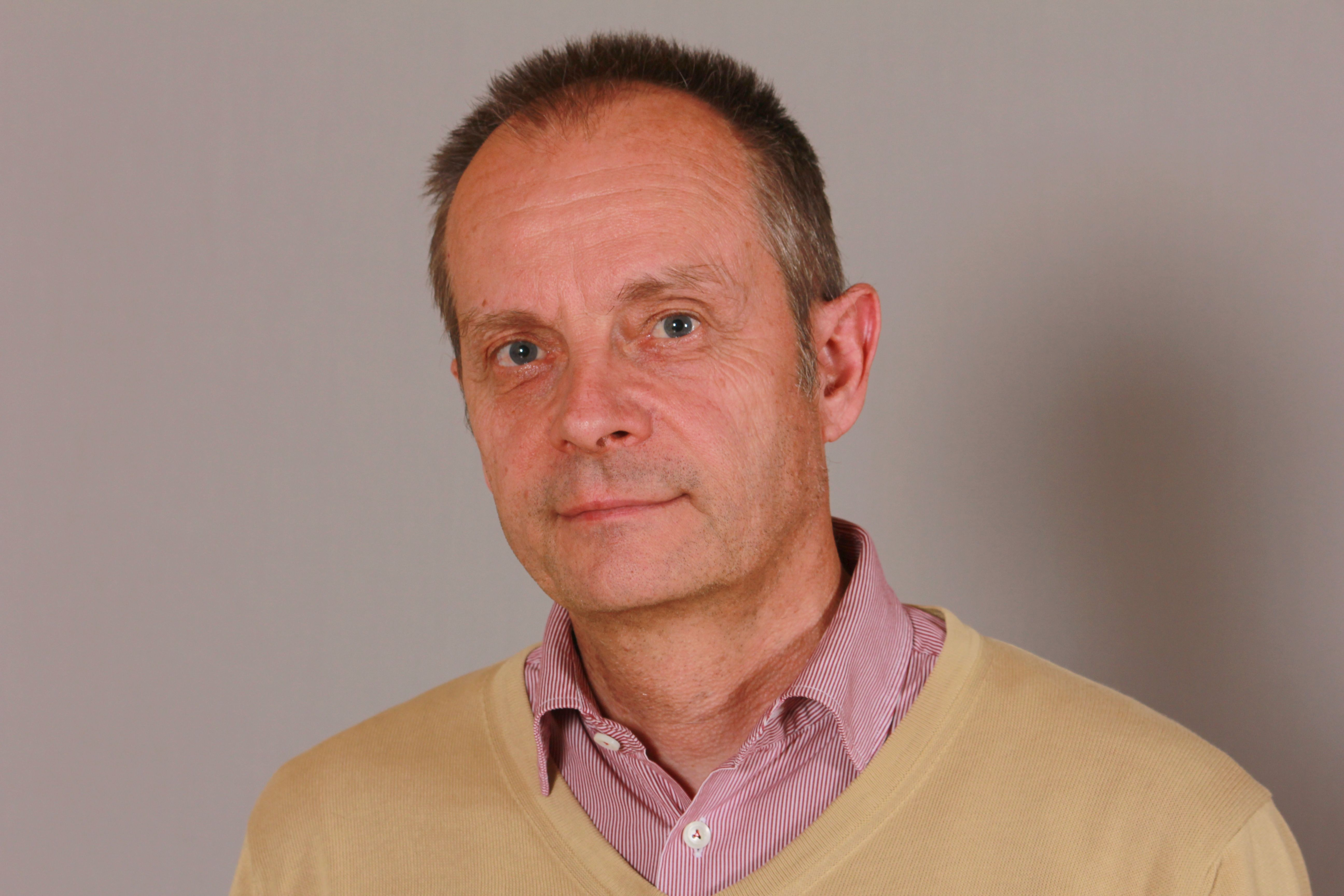
Werner Murgg (2016)

Werner Murgg (* 7. Februar 1958 in Graz) ist ein steirischer Politiker (KPÖ). Er ist Stadtrat in Leoben und war von 2005 bis 2024 Abgeordneter zum Landtag Steiermark.

## Leben
Murgg studierte Philosophie und Geschichte an der Universität Graz und promovierte in der Folge zum Doktor. Neben seinem Studium war er als Taxifahrer tätig und schrieb für die damalige KPÖ-Tageszeitung „Wahrheit“. Zur KPÖ war Murgg 1988 „aus weltanschaulichen Gründen“ gestoßen, 1994 übersiedelte er nach Leoben. Er arbeitete dort zunächst als Bezirkssekretär der KPÖ und wurde 1995 in den Gemeinderat von Leoben gewählt. 2005 stieg er, nachdem die KPÖ ihren Stimmenanteil auf 10,5 % mehr als verdoppeln konnte, zum nicht amtsführenden Stadtrat auf. Zudem kandidierte Murgg auf Platz 2 des KPÖ-Landeswahlvorschlags für die Landtagswahl 2005 und wurde am 25. Oktober 2005 als Abgeordneter im Landtag Steiermark angelobt.
Bei der Gemeinderatswahl in Leoben am 21. März 2010 verteidigte Werner Murgg als Spitzenkandidat der KPÖ, die 10,29 Prozent erreichte, seine Position als Stadtrat der zweitgrößten Stadt der Steiermark. Bei der steirischen Landtagswahl am 26. September 2010 erreichte der auf der Landesliste zweitgereihte Werner Murgg erneut ein Landtagsmandat und hat für die KPÖ als nunmehr kleinste Fraktion im Landtag Steiermark die Funktion des dieser Fraktion zustehenden Obmanns des Kontrollausschusses inne.
Bei Reisen in die international nicht anerkannte Volksrepublik Donezk im Mai 2019 und nach Belarus im August 2021 nahm er Stellung für die dortigen Machthaber. Im belarussischen Fernsehen rief er zu Solidarität gegen die Sanktionen der EU gegen Belarus auf und unterstützte politische Positionen des Diktators Aljaksandr Lukaschenka. Nach Publikwerden erklärte Murgg, er distanziere sich klar vom Regime in Belarus und lehne lediglich die Sanktionen ab.
Für die Landtagswahl in der Steiermark 2024 verzichtete er auf eine Kandidatur, seinen Listenplatz nahm Alexander Melinz, Referent im Landtagsklub, ein. Jedoch tritt Murgg als Spitzenkandidat der KPÖ zu den Gemeinderatswahlen 2025 in Leoben an.
Murgg ist verantwortlicher Chefredakteur des vom Verein zur Unterstützung der Öffentlichkeitsarbeit fortschrittlicher Kommunalpolitiker herausgegebenen KPÖ-Blatts Rund um den Schwammerlturm, Gemeindemitteilungsblatt für die Region Leoben. Privat engagierte er sich in der Burgenforschung, 2009 erschien sein Werk Burgruinen der Steiermark als Teil der vom Bundesdenkmalamt herausgegebenen Reihe Fundberichte aus Österreich.